# دن گیلروی
دن گیلروی (انگلیسی: Dan Gilroy؛ زادهٔ ۲۴ ژوئن ۱۹۵۹) یک فیلم‌نامه‌نویس اهل ایالات متحده آمریکا است.